# Slettfjellklumpen
Slettfjellklumpen (norwegisch für Flachbergklumpen) ist ein Felssporn im ostantarktischen Königin-Maud-Land. In der Regulakette des Ahlmannryggen bildet er das nördliche Ende des Bergs Slettfjell.
Norwegische Kartographen, die ihn in Anlehnung an den entsprechenden Berg benannten, kartierten ihn anhand von Vermessungen und Luftaufnahmen der Norwegisch-Britisch-Schwedischen Antarktisexpedition (1949–1952).